# Grande Prêmio da França de 2021
O Grande Prêmio da França de 2021 (formalmente denominado Formula 1 Emirates Grand Prix De France 2021) foi a oitava etapa da temporada de 2021 da Fórmula 1. Foi disputado em 20 de junho de 2021 no Circuito Paul Ricard, em Le Castellet, França. Max Verstappen foi o vencedor da corrida e pela primeira vez da sua carreira fez o Hat-Trick (pole position, vitória e melhor volta da corrida). Completando o pódio com Lewis Hamilton na segunda posição e Sergio Pérez na terceira posição.
Nesta corrida, não houve abandonos. Foi a oitava vez que todos os carros completaram a prova.

## Relatório

### Antecedentes
O Grande Prêmio da França foi antecipado em uma semana (que estava marcado para o dia 27 e foi para o dia 20 de junho) após a confirmação do adiamento do Grande Prêmio da Turquia por consequência da pandemia de COVID-19 e a inclusão de uma rodada dupla na Áustria.

### Limites da Pista
Os limites de pista serão monitorados na sequência das curvas 1 e 2, no trecho entre a 3 e a 5, e também na 8 e na 9.
Curvas 1 e 2
Trecho localizado após a reta dos boxes, logo depois da segunda zona de uso da asa móvel (DRS) do Circuit Paul Ricard. As curvas 1 e 2 são um S de baixa velocidade que sempre complicam a vida dos pilotos, principalmente no início da corrida, com os carros todos juntos. Para evitar alguma vantagem ao sair pela área de escape, ao passar à direita do primeiro cone amarelo fluorescente, o piloto precisa voltar passando por dois blocos na saída da curva 2, passando à direita do primeiro e à esquerda do segundo.
Curvas 3, 4 e 5
Outro trecho complicado do traçado do Circuit Paul Ricard, uma chicane com três pernas, ainda no primeiro setor da pista. Para evitar que os pilotos ganhem tempo ou provoquem um acidente no retorno à pista, foi criado um caminho para o retorno na área de escape. Se o piloto não contornar a curva 4 corretamente e passar à esquerda do cone amarelo fluorescente, ele precisa se manter à esquerda e só voltar à pista à esquerda do bloco colocado na curva 5.
Curvas 8 e 9
As curvas 8 e 9 formam a chicane colocada no meio da reta Mistral, um dos trechos mais famosos do Circuit Paul Ricard. A ideia aqui é evitar que algum piloto ganhe tempo num eventual erro e consequente corte da pista. Se o piloto não contornar a curva 8 corretamente, ele só pode retornar passando pelos quatro blocos colocados na área de escape, fazendo o slalom: à esquerda do primeiro, à direita do segundo, à esquerda do terceiro e à direita do quarto.

### Treino classificatório
A qualificação começou às 15:00 hora local do sábado, em condições de seca e a uma temperatura de 28,4°C.
A primeira parte da qualificação foi interrompida apenas 41 segundos após seu início devido ao piloto da AlphaTauri, Yuki Tsunoda, escapar na curva 1, perder o controle do carro e chocar-se na barreira de pneus. Bandeiras vermelhas interromperam as atividades por 8 minutos no circuito de Paul Ricard. Há menos de um minuto do fim da sessão, Mick Schumacher rodou sozinho na curva sete, bateu e abandonou o treino, causando nova bandeira vermelha. Faltando apenas 22 segundos para o fim do Q1, a direção de prova decidiu encerrar de vez a sessão, uma vez que ninguém teria como abrir nova volta em tão pouco tempo. A batida impediu que outros pilotos tivessem a oportunidade de fazer uma volta mais rápida do que ele, permitindo-lhe qualificar-se em décimo quinto, o melhor resultado da sua carreira até então. Stroll, que teve um tempo de volta apagado depois de ter excedido os limites da pista na sexta curva, não conseguiu definir um tempo de volta expressivo por causa da conclusão prematura da sessão. Bottas foi o mais rápido no segundo segmento, onde todos definiram seus tempos com os pneus médios, exceto Russell que usou os macios.
Verstappen fez o melhor tempo do Q3 marcando provisoriamente a pole position à frente de Hamilton. Enquanto Hamilton estabeleceu o tempo mais rápido no primeiro setor, Verstappen foi o mais rápido no segundo e terceiro, e marcou um quarto de segundo mais rápido que seu rival. Verstappen também foi o único piloto a definir um tempo abaixo de noventa segundos. Esta é a quinta pole da carreira de Verstappen e a primeira da Red Bull no Grande Prêmio da França. Hamilton afirmou estar feliz, pois sentiu que o resultado refutou as afirmações de que uma troca de chassi com o colega de equipe Bottas estava afetando negativamente seu desempenho.
Bottas e Pérez se classificaram em terceiro e quarto, mas o chefe da Mercedes Wolff sentiu que os carros de sua equipe não eram os mais rápidos.

### Corrida
A corrida começou às 15:00 hora local do domingo. Ela foi executada em 53 voltas com uma distância de 309,690 quilômetros (192,432 milhas). Tsunoda começou a corrida nos boxes devido a danos sofridos no carro durante a qualificação. O tempo estava mais fresco para a corrida do que para as sessões de treinos livres e de qualificação. A prova aconteceu com céu nublado e ameaça de chuva, mas com pista seca.
O pole position Verstappen cometeu um erro na curva dois ainda na primeira volta e foi ultrapassado por Hamilton. Stroll (Aston Martin) largou no fim do grid e ganhou cinco posições nas duas primeiras voltas. Norris (McLaren) largou do oitavo lugar, porém escapou da pista e caiu para décimo, ultrapassado por Alonso (Alpine) e o companheiro Ricciardo. Schumacher (Haas), largando pela primeira vez do 15.º, caiu para 19.º. Tsunoda (AlphaTauri), largou do pit lane após bater na classificação, e ganhou duas posições e assumiu o 18.º lugar. Verstappen recuperou a liderança de Hamilton após a primeira rodada de pit stops, porém fez uma segunda parada para colocar pneus novos na 32.ª volta, enquanto Hamilton continuou sem parar novamente. A corrida foi vencida por Verstappen à frente de Hamilton, com Verstappen ultrapassando Hamilton na penúltima volta. Esta foi a décima terceira vitória de Verstappen na Fórmula 1. Pérez ficou em terceiro depois de ultrapassar Bottas no final da corrida. O resultado ampliou as respectivas lideranças da Red Bull e da Verstappen nas classificações dos campeonatos de construtores e pilotos.

## Pneus
| Nome do composto | Cor | Banda de rolamento | Condições de Tempo | Dry Type                           | Aderência       | Longevidade   |
| ---------------- | --- | ------------------ | ------------------ | ---------------------------------- | --------------- | ------------- |
| Macio (C4)       |     | Slick (P Zero)     | Seco               | Soft                               | Mais aderência  | Menos durável |
| Médio (C3)       |     | Slick (P Zero)     | Seco               | Medium                             | Médio           | Médio         |
| Duro (C2)        |     | Slick (P Zero)     | Seco               | Hard                               | Menos aderência | Mais durável  |
| Intermediário    |     | Sulcos (Cinturato) | Molhado            | Intermediate (água não estagnante) | —               | —             |
| Chuva            |     | Sulcos (Cinturato) | Molhado            | Wet (água estagnante)              | —               | —             |

| Escolhas de Pneus de cada piloto para o GP da França: | Escolhas de Pneus de cada piloto para o GP da França: | Escolhas de Pneus de cada piloto para o GP da França: | Escolhas de Pneus de cada piloto para o GP da França: | Escolhas de Pneus de cada piloto para o GP da França: | Escolhas de Pneus de cada piloto para o GP da França: |
| ----------------------------------------------------- | ----------------------------------------------------- | ----------------------------------------------------- | ----------------------------------------------------- | ----------------------------------------------------- | ----------------------------------------------------- |
| Nº                                                    | Pilotos                                               | Equipe(s)                                             | Duro                                                  | Médio                                                 | Macio                                                 |
| 44                                                    | Lewis Hamilton                                        | Mercedes                                              |                                                       |                                                       |                                                       |
| 77                                                    | Valtteri Bottas                                       | Mercedes                                              |                                                       |                                                       |                                                       |
| 11                                                    | Sergio Pérez                                          | Red Bull Racing-Honda                                 |                                                       |                                                       |                                                       |
| 33                                                    | Max Verstappen                                        | Red Bull Racing-Honda                                 |                                                       |                                                       |                                                       |
| 3                                                     | Daniel Ricciardo                                      | McLaren-Mercedes                                      |                                                       |                                                       |                                                       |
| 4                                                     | Lando Norris                                          | McLaren-Mercedes                                      |                                                       |                                                       |                                                       |
| 5                                                     | Sebastian Vettel                                      | Aston Martin-Mercedes                                 |                                                       |                                                       |                                                       |
| 18                                                    | Lance Stroll                                          | Aston Martin-Mercedes                                 |                                                       |                                                       |                                                       |
| 14                                                    | Fernando Alonso                                       | Alpine-Renault                                        |                                                       |                                                       |                                                       |
| 31                                                    | Esteban Ocon                                          | Alpine-Renault                                        |                                                       |                                                       |                                                       |
| 16                                                    | Charles Leclerc                                       | Ferrari                                               |                                                       |                                                       |                                                       |
| 55                                                    | Carlos Sainz Jr.                                      | Ferrari                                               |                                                       |                                                       |                                                       |
| 10                                                    | Pierre Gasly                                          | AlphaTauri-Honda                                      |                                                       |                                                       |                                                       |
| 22                                                    | Yuki Tsunoda                                          | AlphaTauri-Honda                                      |                                                       |                                                       |                                                       |
| 7                                                     | Kimi Raikkonen                                        | Alfa Romeo-Ferrari                                    |                                                       |                                                       |                                                       |
| 99                                                    | Antonio Giovinazzi                                    | Alfa Romeo-Ferrari                                    |                                                       |                                                       |                                                       |
| 9                                                     | Nikita Mazepin                                        | Haas-Ferrari                                          |                                                       |                                                       |                                                       |
| 47                                                    | Mick Schumacher                                       | Haas-Ferrari                                          |                                                       |                                                       |                                                       |
| 6                                                     | Nicholas Latifi                                       | Williams-Mercedes                                     |                                                       |                                                       |                                                       |
| 63                                                    | George Russell                                        | Williams-Mercedes                                     |                                                       |                                                       |                                                       |

## Resultados

### Treino classificatório
| 1                        | 33 | Max Verstappen     | Red Bull Racing-Honda | 1:31.001 | 1:31.080  | 1:29.990 | 1  |
| 2                        | 44 | Lewis Hamilton     | Mercedes              | 1:31.237 | 1:30.778  | 1:30.248 | 2  |
| 3                        | 77 | Valtteri Bottas    | Mercedes              | 1:31.669 | 1:30.735  | 1:30.376 | 3  |
| 4                        | 11 | Sergio Pérez       | Red Bull Racing-Honda | 1:31.560 | 1:30.971  | 1:30.445 | 4  |
| 5                        | 55 | Carlos Sainz Jr.   | Ferrari               | 1:32.079 | 1:31.146  | 1:30.840 | 5  |
| 6                        | 10 | Pierre Gasly       | AlphaTauri-Honda      | 1:31.898 | 1:31.353  | 1:30.868 | 6  |
| 7                        | 16 | Charles Leclerc    | Ferrari               | 1:32.209 | 1:31.567  | 1:30.987 | 7  |
| 8                        | 4  | Lando Norris       | McLaren-Mercedes      | 1:31.733 | 1:31.542  | 1:31.252 | 8  |
| 9                        | 14 | Fernando Alonso    | Alpine-Renault        | 1:32.158 | 1:31.549  | 1:31.340 | 9  |
| 10                       | 3  | Daniel Ricciardo   | McLaren-Mercedes      | 1:32.181 | 1:31.615  | 1:31.382 | 10 |
| 11                       | 31 | Esteban Ocon       | Alpine-Renault        | 1:32.139 | 1:31.736  | —        | 11 |
| 12                       | 5  | Sebastian Vettel   | Aston Martin-Mercedes | 1:32.132 | 1:31.767  | —        | 12 |
| 13                       | 99 | Antonio Giovinazzi | Alfa Romeo-Ferrari    | 1:32.722 | 1:31.813  | —        | 13 |
| 14                       | 63 | George Russell     | Williams-Mercedes     | 1:33.060 | 1:32.065  | —        | 14 |
| 15                       | 47 | Mick Schumacher    | Haas-Ferrari          | 1:32.942 | Sem tempo | —        | 15 |
| 16                       | 6  | Nicholas Latifi    | Williams-Mercedes     | 1:33.062 | —         | —        | 16 |
| 17                       | 7  | Kimi Räikkönen     | Alfa Romeo-Ferrari    | 1:33.354 | —         | —        | 17 |
| 18                       | 9  | Nikita Mazepin     | Haas-Ferrari          | 1:33.554 | —         | —        | 18 |
| Tempo dos 107%: 1:37.371 |    |                    |                       |          |           |          |    |
| NQ                       | 18 | Lance Stroll       | Aston Martin-Mercedes | 2:12.584 | —         | —        |    |
| NQ                       | 22 | Yuki Tsunoda       | AlphaTauri-Honda      | S/Tempo  | —         | —        | 20 |
| Fonte:                   |    |                    |                       |          |           |          |    |

Notas

### Corrida
| Pos.                                                                               | Nu. | Piloto             | Construtor            | Voltas | Tempo/Retirado | Pit Stop | Pneus                                          | Grid | Pontos |
| ---------------------------------------------------------------------------------- | --- | ------------------ | --------------------- | ------ | -------------- | -------- | ---------------------------------------------- | ---- | ------ |
| 1                                                                                  | 33  | Max Verstappen     | Red Bull Racing-Honda | 53     | 1:27:25.770    | 2        | Médio C3 Usado · Duro C2 Novo · Médio C3 Usado | 1    | 25+1   |
| 2                                                                                  | 44  | Lewis Hamilton     | Mercedes              | 53     | +2.904         | 1        | Médio C3 Usado · Duro C2 Novo                  | 2    | 18     |
| 3                                                                                  | 11  | Sergio Pérez       | Red Bull Racing-Honda | 53     | +8.811         | 1        | Médio C3 Usado · Duro C2 Novo                  | 4    | 15     |
| 4                                                                                  | 77  | Valtteri Bottas    | Mercedes              | 53     | +14.618        | 1        | Médio C3 Usado · Duro C2 Novo                  | 3    | 12     |
| 5                                                                                  | 4   | Lando Norris       | McLaren-Mercedes      | 53     | +1:04.032      | 1        | Médio C3 Usado · Duro C2 Novo                  | 8    | 10     |
| 6                                                                                  | 3   | Daniel Ricciardo   | McLaren-Mercedes      | 53     | +1:15.857      | 1        | Médio C3 Usado · Duro C2 Novo                  | 10   | 8      |
| 7                                                                                  | 10  | Pierre Gasly       | AlphaTauri-Honda      | 53     | +1:16.596      | 1        | Médio C3 Usado · Duro C2 Novo                  | 6    | 6      |
| 8                                                                                  | 14  | Fernando Alonso    | Alpine-Renault        | 53     | +1:17.695      | 1        | Médio C3 Usado · Duro C2 Novo                  | 9    | 4      |
| 9                                                                                  | 5   | Sebastian Vettel   | Aston Martin-Mercedes | 53     | +1:19.666      | 1        | Duro C2 Novo · Médio C3 Usado                  | 12   | 2      |
| 10                                                                                 | 18  | Lance Stroll       | Aston Martin-Mercedes | 53     | +1:31.946      | 1        | Duro C2 Novo · Médio C3 Novo                   | 19   | 1      |
| 11                                                                                 | 55  | Carlos Sainz Jr.   | Ferrari               | 53     | +1:39.337      | 1        | Médio C3 Usado · Duro C2 Novo                  | 5    |        |
| 12                                                                                 | 63  | George Russell     | Williams-Mercedes     | 52     | +1 volta       | 1        | Médio C3 Novo · Duro C2 Novo                   | 14   |        |
| 13                                                                                 | 22  | Yuki Tsunoda       | AlphaTauri-Honda      | 52     | +1 volta       | 1        | Médio C3 Novo · Duro C2 Novo                   | PL   |        |
| 14                                                                                 | 31  | Esteban Ocon       | Alpine-Renault        | 52     | +1 volta       | 1        | Duro C2 Novo · Médio C3 Usado                  | 11   |        |
| 15                                                                                 | 99  | Antonio Giovinazzi | Alfa Romeo-Ferrari    | 52     | +1 volta       | 1        | Duro C2 Novo · Médio C3 Novo                   | 13   |        |
| 16                                                                                 | 16  | Charles Leclerc    | Ferrari               | 52     | +1 volta       | 2        | Médio C3 Usado · Duro C2 Novo · Médio C3 Usado | 7    |        |
| 17                                                                                 | 7   | Kimi Räikkönen     | Alfa Romeo-Ferrari    | 52     | +1 volta       | 1        | Duro C2 Novo · Médio C3 Novo                   | 17   |        |
| 18                                                                                 | 6   | Nicholas Latifi    | Williams-Mercedes     | 52     | +1 volta       | 1        | Médio C3 Novo · Duro C2 Novo                   | 16   |        |
| 19                                                                                 | 47  | Mick Schumacher    | Haas-Ferrari          | 52     | +1 volta       | 1        | Médio C3 Novo · Duro C2 Novo                   | 15   |        |
| 20                                                                                 | 9   | Nikita Mazepin     | Haas-Ferrari          | 52     | +1 volta       | 1        | Duro C2 Novo · Médio C3 Novo                   | 18   |        |
| Volta mais rápida: Max Verstappen − Red Bull Racing-Honda − 1:36.404 (na volta 35) |     |                    |                       |        |                |          |                                                |      |        |
| Fonte:                                                                             |     |                    |                       |        |                |          |                                                |      |        |

## Voltas na liderança
| Nº de Voltas | Piloto         | Voltas       |
| ------------ | -------------- | ------------ |
| 38           | Lewis Hamilton | 1–18; 32–51  |
| 10           | Max Verstappen | 24–31; 52–53 |
| 5            | Sergio Pérez   | 19–23        |

## 2021DHLFastest Pit Stop Award

### Resultado
| 1      | 11 | Sergio Pérez     | Red Bull Racing-Honda | 2.04 | 25 |
| 2      | 44 | Lewis Hamilton   | Mercedes              | 2.20 | 18 |
| 3      | 3  | Daniel Ricciardo | McLaren-Mercedes      | 2.32 | 15 |
| 4      | 6  | Nicholas Latifi  | Williams-Mercedes     | 2.33 | 12 |
| 5      | 33 | Max Verstappen   | Red Bull Racing-Honda | 2.36 | 10 |
| 6      | 63 | George Russell   | Williams-Mercedes     | 2.44 | 8  |
| 7      | 31 | Esteban Ocon     | Alpine-Renault        | 2.51 | 6  |
| 8      | 77 | Valtteri Bottas  | Mercedes              | 2.55 | 4  |
| 9      | 4  | Lando Norris     | McLaren-Mercedes      | 2.62 | 2  |
| 10     | 22 | Yuki Tsunoda     | AlphaTauri-Honda      | 2.71 | 1  |
| Fonte: |    |                  |                       |      |    |

### Classificação
| Tabela do DHL Fastest Pit Stop Award \| Pos \| Construtor \| Pontos \| \| --- \| --------------------- \| ------ \| \| 1 \| Red Bull Racing-Honda \| 197 \| \| 2 \| Williams-Mercedes \| 98 \| \| 3 \| Mercedes \| 93 \| \| 4 \| Alfa Romeo-Ferrari \| 69 \| \| 5 \| Aston Martin-Mercedes \| 68 \| \| 6 \| Ferrari \| 67 \| \| 7 \| Alpine-Renault \| 57 \| \| 8 \| McLaren-Mercedes \| 31 \| \| 9 \| AlphaTauri-Honda \| 27 \| \| 10 \| Haas-Ferrari \| 0 \| |                       |        |
| Pos | Construtor            | Pontos |
| 1 | Red Bull Racing-Honda | 197    |
| 2 | Williams-Mercedes     | 98     |
| 3 | Mercedes              | 93     |
| 4 | Alfa Romeo-Ferrari    | 69     |
| 5 | Aston Martin-Mercedes | 68     |
| 6 | Ferrari               | 67     |
| 7 | Alpine-Renault        | 57     |
| 8 | McLaren-Mercedes      | 31     |
| 9 | AlphaTauri-Honda      | 27     |
| 10 | Haas-Ferrari          | 0      |

## Tabela do campeonato após a corrida
Somente as cinco primeiras posições estão incluídas nas tabelas.
| Pos | Piloto          | Pontos | Var |
| --- | --------------- | ------ | --- |
| 1   | Max Verstappen  | 131    | 0   |
| 2   | Lewis Hamilton  | 119    | 0   |
| 3   | Sergio Perez    | 84     | 0   |
| 4   | Lando Norris    | 76     | 0   |
| 5   | Valtteri Bottas | 59     | 1   |

| Pos | Construtor            | Pontos | Var     |
| --- | --------------------- | ------ | ------- |
| 1   | Red Bull Racing-Honda | 225    | 0       |
| 2   | Mercedes              | 178    | 0       |
| 3   | McLaren-Mercedes      | 110    | 1       |
| 4   | Ferrari               | 94     | 1       |
| 5   | AlphaTauri-Honda      | 45     | Estável |